# Années 50 av. J.-C.
Les années 50 av. J.-C. couvrent les années de 59 av. J.-C. à 50 av. J.-C.

## Événements
- Vers 60-59 av. J.-C. : les Daces et leur roi Burebista attaquent les Scordisques, les Boïens, conduits par Critasiros, et les Taurisques dans les plaines du Danube[1]. Les Celtes de Slovaquie sont repoussés par les Daces vers l’Ouest et le Nord[2].
- 58-51 av. J.-C. : guerre des Gaules. En plusieurs campagnes, le proconsul romain Jules César soumet la Gaule[3].
- 57 av. J.-C. : début de la période des trois Royaumes de Corée[4].
- 56 av. J.-C. : accords de Lucques. renouvellement du premier triumvirat[5].
- Vers 55-38 av. J.-C. : règne d'Orodès II, roi des Parthes. Sous son règne, Ctésiphon devient capitale des Arsacides[6].
- 55-53 av. J.-C. : guerre civile entre les rois parthes Mithridate III et Orodès II[6].
- Après 55 av. J.-C.  : prise d’Olbia du Pont sur le Pont-Euxin par les Gètes de Burebista[7].
- 55 et 54 av. J.-C. : expéditions de Jules César en Bretagne[3].
- 54 av. J.-C. : révolte des Éburons en Belgique. Les légions romaines sont battues à Aduatuca[8]. Jules César, attaqué dans les Ardennes, fédère tous les peuples de la Gaule contre Ambiorix, roi des Éburons.
- 53 av. J.-C. : bataille de Carrhes[9].
- 52 av. J.-C. : siège de Gergovie et siège d'Alésia[3].

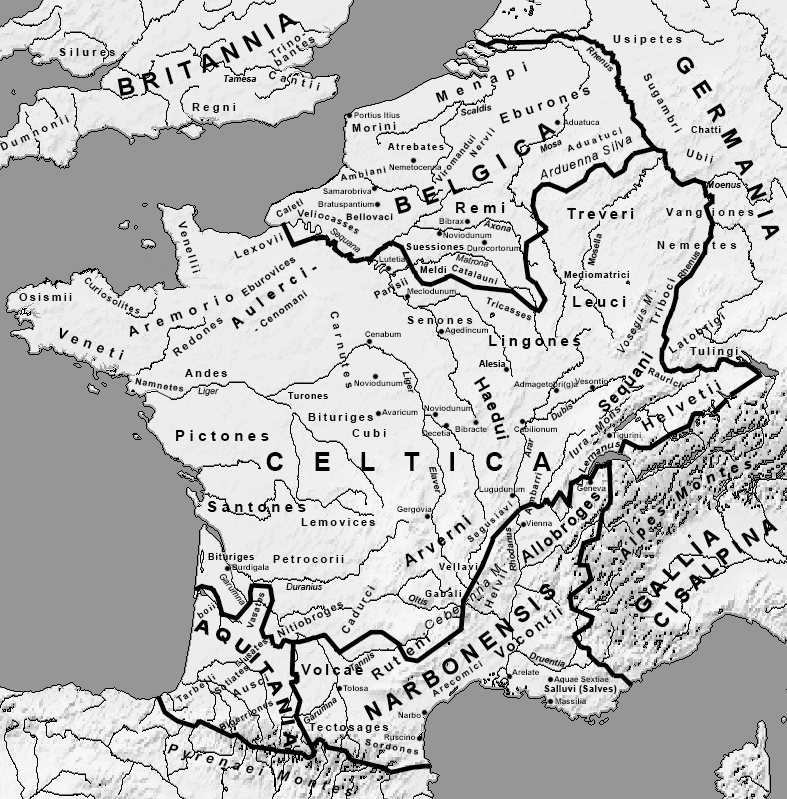
Carte des peuples gaulois (cliquer pour agrandir).

- Vers 50 av. J.-C. : identification des peuples gaulois par Jules César : Allobroges (Grenoble, Vienne et Genève), Andécaves (Angers), Arvernes (Gergovie), Aulerques (Eburovices à Évreux, Cenomans au Mans puis dans la plaine du Pô, Brannovices à Brienne), Bituriges (Cubi à Bourges, Vivisci à Bordeaux), Boïens (à Bologne, Italie et en Bohême au Ve siècle, puis chassés par les Marcomans au Ier siècle en Pannonie, à Bordeaux et dans l’Allier), Cadurques (Cahors, Uxellodunum), Carnutes (Chartres, Orléans), Coriosolites (Côte d’Armor), Éduens (Bibracte, Chalon-sur-Saône, Mâcon, Nevers), Gabales (Gévaudan), Lémovices (Limousin), Lingons (Langres), Lexoviens (Caen), Mandubiens (Morvan), Namnètes (Nantes), Osismes (Finistère Nord), Parisii (Paris), Pétrocoriens (Périgord), Rauraques (nord du Jura), Riedones (Rennes), Rutènes (Rodez), Salyens (Provence), Santons (Saintes), Sénons (Sens), Séquanes (Besançon), Tricasses (Troyes), Turones (Tours), Unelles (Cotentin), Vénètes (Vannes et en Vénétie depuis le Ier millénaire), Voconces (Dauphiné), Volques (Arécomiques en Languedoc, Tectosages à Toulouse et au N.-O. de la Galatie).

## Personnalités significatives
- Bérénice IV
- Cicéron
- Clodius Pulcher
- Crassus
- Jules César, général romain.
- Milon
- Pompée
- Ptolémée XII
- Vercingétorix